# Ulla Parviainen
Ulla Mari Parviainen, född 11 april 1962 i Kuusamo, är en finländsk politiker (Centern). Hon är ledamot av Finlands riksdag sedan 2015. Till utbildningen är hon pedagogie magister.
Parviainen blev invald i riksdagen i riksdagsvalet 2015 med 4 523 röster från Uleåborgs valkrets.